# Tarbomb
Een tarbomb of tarbom is een gecomprimeerd tar-bestand dat bedoeld is om schade aan te richten.

## Werking van eentarbomb
Een tarbomb lijkt op een tarball maar is niet bedoeld om software te installeren of om gegevens te transporteren. Het belangrijkste verschil tussen een tarball en een tarbomb is de indeling in directory's en het aantal bestanden dat na het uitpakken verschijnt. Als een tarball in ~/Downloads/ wordt uitgepakt dan wordt er meestal een enkele nieuwe directory gecreëerd. In het geval van een tarbomb, of een onhandig gemaakte tarball, wordt de Downloads-directory van de gebruiker, al dan niet opzettelijk, overspoeld met een groot aantal bestanden. Soms hebben de bestanden namen die op elkaar lijken en was het niet de bedoeling van de afzender om overlast te veroorzaken. In andere gevallen is het aantal bestanden groter en hebben de bestanden allerlei verschillende namen. Bovendien kunnen bestanden door foutief gebruik van absolute padnamen en links in de verkeerde directory's terecht komen. Het gevolg van de explosie van een tarbomb is dat de gebruiker zijn originele bestanden niet meer in de rommel terug kan vinden.

## Inspectie van eentarball
Met de GUI van een datacompressieprogramma zoals File Roller, kan de inhoud van een tarball op een desktopcomputer vooraf geïnspecteerd worden. Door gebruik te maken van een CLI kan een gebruiker door toevoeging van de -tf-optie aan de tar-opdracht:
```
~/Downloads$
 tar -tf ball_or_bomb.tar.gz | less
```

vooraf een lijst opvragen van de inhoud van de tarball, voordat besloten wordt om de tarball in de werkdirectory uit te pakken.